# Paul Antier
Pour les articles homonymes, voir Antier.
Paul Antier, né le 20 mai 1905 au Puy-en-Velay dans la Haute-Loire, et mort le 23 octobre 1996 à Antibes, est un homme politique français. Il est le cinquième fils de Joseph Antier, lui-même avocat, député et sénateur de ce même département sous la Troisième République française. Il a été député de la Haute-Loire et ministre sous la IVe République.

## Parcours politique
Avocat, comme son père, il s'intéresse de bonne heure aux questions paysannes. En 1931, à 26 ans, il commence sa carrière politique comme maire de Laussonne, village d'où sa famille est originaire. Sauf une interruption due à l'occupation allemande - de juin 1940 à mai 1945 - il restera constamment, jusqu'à la fin d'octobre 1947, à la tête de cette municipalité.
En 1936, les électeurs du Canton du Monastier-sur-Gazeille le choisissent comme conseiller général et ceux du Puy-en-Velay l'envoient siéger à la Chambre des députés, aux élections générales des 26 avril et 3 mai 1936, au 2e tour de scrutin. Il s'inscrit au Groupe agraire indépendant. Membre de la Commission du travail et de la Commission du suffrage universel, il intervient notamment lors de la discussion du budget de 1937, qu'il vote bien qu'il en juge le poids excessif ; il combat le projet étendant le régime des conventions collectives à l'agriculture et réclame pour les agriculteurs un système d'allocations familiales. Le 19 février 1937, il propose d'instituer le vote personnel des députés.
En 1940, Paul Antier est le premier parlementaire à rejoindre le général de Gaulle. Son départ de France, son activité dans la Résistance lui valent d'être, en 1941, déchu de la nationalité française, puis de son mandat, et finalement condamné à mort par contumace. Le comité français de Libération nationale le charge, en 1942 et 1943, de plusieurs missions en Extrême-Orient, en Australie et en Amérique. À partir de novembre 1943, il siège à l'Assemblée consultative d'Alger ; il s'y montre soucieux d'assurer le contrôle du Parlement et du peuple sur les actes du Comité français de Libération nationale (le gouvernement français), proposant la création d'une Commission de l'intérieur, demandant que le programme gouvernemental soit soumis le plus rapidement possible à l'approbation populaire, réclamant l'organisation d'élections dans les départements libérés depuis plus de six mois, se prononçant en faveur du vote des femmes dès la première consultation électorale. Président de la Commission de la France d'outre-mer, il dépose en cette qualité plusieurs propositions de résolution.
Bien qu'ayant voté les pleins pouvoirs au maréchal Pétain, le 10 juillet 1940, Paul Antier, après la Libération, est considéré, par décision du Jury d'honneur en date du 27 septembre 1945, comme relevé ipso facto de son inéligibilité, du fait de son appartenance à l'Assemblée consultative. Il est réélu maire de Laussonne, sans avoir fait acte de candidature. Il est également élu le 21 octobre 1945, représentant de la Haute-Loire et va siéger à la première Assemblée nationale constituante. Inscrit au Groupe paysan, il se consacre essentiellement à l'étude des problèmes agricoles. Le 26 avril 1946, il dépose une proposition de loi sur l'organisation professionnelle agricole qui vise, écrit-il, à "préserver l'unité de la paysannerie" et qui est fondée sur la liberté syndicale. Parce que cette liberté lui semble déniée aux paysans, il refuse de voter le budget de 1946. Il siégeait en même temps à la Commission de la défense nationale.
Réélu le 2 juin 1946 à la seconde Assemblée nationale constituante, il en est nommé secrétaire. Il reprend sa proposition de loi. Au nom des droits du suffrage universel, il combat un amendement qui tend à déclarer inéligibles les personnes qui ont porté la francisque de Vichy. Il siège en outre à la Commission des territoires d'outre-mer.
Le 10 novembre 1946, il est élu député à l'Assemblée nationale. Il le sera encore à deux reprises lors des élections générales des 17 juin 1951 et 2 janvier 1956 et restera ainsi député jusqu'à la fin de la IVe République. Il fait partie de la Commission de l'intérieur dont il devient secrétaire, de la Commission de la presse et en est vice-président en 1950, de la Commission chargée d'enquêter sur les évènements survenus en France de 1933 à 1945, de la Commission de justice et de législation et de la Commission des territoires d'outre-mer. Sous ces trois législatures, inscrit au Groupe d'action paysanne et sociale, puis au Groupe paysan, il s'emploie à défendre les agriculteurs contre les perquisitions des agents du contrôle économique (20 mars, 16 et 20 mai 1947) et contre les effets de l'étatisme et du dirigisme (16 mai 1947) ; il réclame pour eux des prix plus rémunérateurs (22 mai 1947) ou une répartition plus généreuse de denrées contingentées (16 mai 1947) ; il demande, dans leur intérêt, l'arrêt des importations de produits alimentaires (24 février 1950). En faveur des anciens combattants, il réclame un allégement du prélèvement exceptionnel de lutte contre l'inflation. Il proteste contre l'emploi des douzièmes provisionnels et préconise la liquidation des entreprises nationalisées, le relèvement de l'âge de la retraite, la prolongation de la durée de travail hebdomadaire et la réduction massive des dotations budgétaires (18 septembre 1948). Directeur du journal L'Unité paysanne, président du Parti paysan, il se range résolument dans l'opposition et harcèle le gouvernement de questions et de demandes d'interpellations. Mais, le 2 juillet 1950, il accepte le poste de secrétaire d'État à l'Agriculture dans le Deuxième cabinet Queuille, qui ne dure d'ailleurs que quelques jours ; il retrouve le même poste le 2 octobre 1950 dans un cabinet Pleven et il le conserve dans le Troisième cabinet Queuille, qui succède le 10 mars 1951 au cabinet Pleven et qui restera en fonction jusqu'à la fin de la Première législature.
Sous la Deuxième législature, Paul Antier devient, le 11 août 1951, ministre de l'Agriculture dans le Deuxième cabinet Pleven, mais en désaccord avec ses collègues du gouvernement, il démissionne le 21 novembre suivant. Il se préoccupe alors de la représentation, surtout au Conseil de la République, des  Établissements français de l'Océanie : à ce sujet, il intervient plusieurs fois et dépose deux propositions de loi. Mais ses préoccupations essentielles ne varient pas : le 7 octobre 1952, il demande à interpeller le gouvernement sur le prix du blé, puis le 22 février 1955, sur l'intervention de la police contre un rassemblement d'agriculteurs. Toutefois, dès le lendemain, il entre dans le Deuxième cabinet Edgar Faure, qui demeure en fonction jusqu'à la fin de la deuxième législature.
En qualité de ministre de la Marine marchande, Paul Antier dépose et fait voter trois projets de loi relatifs à la Compagnie générale transatlantique (juin 1955), à l'exercice de la profession de marin et à la protection contre la pollution des eaux de mer (octobre 1955).
Réélu le 2 janvier 1956 à la tête de la liste d'Union des Indépendants et Paysans avec 37 281 voix sur 116 172 votants, Paul Antier dépose deux propositions de loi relatives à la lutte contre la tuberculose bovine et une autre tendant à amnistier les délits commis à l'occasion de conflits d'origine fiscale (19 décembre 1957).
En 1965, il est un temps envisagé qu'il soit candidat face au général de Gaulle lors de l'élection présidentielle, qui se tient au suffrage universel direct.
Opposé au changement de nom de la place de l'Étoile, Paul Antier mène la liste divers droite « Paris-Opposition » dans le 16e arrondissement de Paris aux élections municipales de 1971.

## Fonctions gouvernementales
- Secrétaire d'État à l'Agriculture du gouvernement Henri Queuille (2) (du 2 au 12 juillet 1950)
- Secrétaire d'État à l'Agriculture du gouvernement René Pleven (1) (du 2 octobre 1950 au 10 mars 1951)
- Secrétaire d'État à l'Agriculture du gouvernement Henri Queuille (3) (du 10 mars au 11 août 1951)
- Ministre de l'Agriculture du gouvernement René Pleven (2) (du 11 août au 21 novembre 1951)
- Ministre de la Marine marchande du gouvernement Edgar Faure (2) (du 23 février 1955 au 1er février 1956). Il fut le dernier à occuper le poste.

(cf. aussi la liste des ministres français de la Marine marchande).

## Sources
- Ressource relative à la vie publique :   - Base Sycomore
- Notice dans un dictionnaire ou une encyclopédie généraliste :   - Munzinger
- « Paul Antier », dans le Dictionnaire des parlementaires français (1889-1940), sous la direction de Jean Jolly, PUF, 1960 [détail de l’édition]